# Jabłoń (Luboszewy)
Jabłoń – część wsi Luboszewy w Polsce, w województwie łódzkim, w powiecie tomaszowskim, w gminie Lubochnia.